# Генеральна асамблея штату Пенсільванія
Генеральна асамблея штату Пенсільванія — законодавчий орган американського штату Пенсільванія. генеральна асамблея збирається в будівлі Капітолія штату Пенсільванія в Гаррісберзі, столиці штату. В колоніальні часи (1682—1776), цей законодавчий орган був відомий як Провінційна асамблея Пенсільванії, яка тоді ще була однопалатною. З ухваленням в 1776 році Конституції штату Пенсільванія, законодавчий орган став називатися Генеральною асамблеєю Пенсільванії, а в 1791 році він став двопалатним і зараз складається із Сенату та Палати представників.

## Депутати
Генеральна асамблея Пенсільванії складається з 253 членів, з них 50 у Сенаті та 203 в Палаті представників, що робить її другим найбільшим за кількістю депутатів законодавчим органом в США після Генерального суду штату Нью-Гемпшир та найбільшим законодавчим органом із повною зайнятістю депутатів.
Сенатори обираються на чотирирічні терміни, а представники (члени Палати представників) на дворічні терміни. Загальні вибори в Пенсільванії відбуваються у вівторок після першого понеділка листопада парного року. Якщо в якійсь з палат утворюється вакантне місце, повинні відбутися довибори, дату яких визначає голова відповідної палати.
Сенатори мають бути віком як мінімум 25 років, представники як мінімум 21 рік. Вони мають бути громадянами і жителями штату не менше чотирьох років і жити на території виборчого округу, від якого висувається, протягом одного року. Особи які мають судимості за злочини, включаючи судимості за казнокрадство, хабарництво та давання неправдивих свідчень, не можуть бути депутатами Генеральної асамблеї. Конституція також забороняє висуватись особам з «іншими порочними злочинами», що може по різному трактуватись судами штату. Ніхто з тих, хто був вигнаний з Генеральної асамблеї, не може бути знову обраний.
Межі виборчих округів змінюються кожні десять років, за результатами загальнонаціонального перепису населення. За визначення меж і кількості виборчих округів відповідає комісія, яка складається з п'яти членів, до якої входять лідери більшості і меншості обох палат законодавчого органу (або їх представники). П'ятий член, який є головою комісії, призначається іншими чотирма і може не бути виборним чи призначуваним посадовцем. Якщо ці четверо не можуть прийти до рішення щодо призначення голови, його призначить Верховний суд штату Пенсільванія.
Особи, які мають депутатський мандат, не можуть займати інших державних посад. Навіть якщо депутат складає мандат, Конституція каже що він все одно не може займати державні посади до кінця терміну, на який його обирали.

## Законодавчі сесії
Генеральна асамблея штату Пенсільванія перебуває у сесії весь час, на який обрано її членів. Вона збирається на сесію о 12 годині першого вівторка січня кожного року, а потім регулярно збирається на засідання протягом року. Обидві палати призупиняють свою роботу 30 листопада парних років, коли терміни всіх членів Палати представників та половини членів Сенату закінчуються. Жодна з палат не може зупинити свою роботу більше ніж на три дні без згоди іншої палати.
Губернатор штату Пенсільванія може скликати спеціальну сесію, щоб змусити Генеральну асамблею ухвалити законодавство щодо певного важливого питання. Станом на 2017 рік, за всю історію Пенсільванії такі сесії скликались лише 35 разів.
Генеральна асамблея збирається в будинку Капітолія штату Пенсільванія, спорудження якого завершилось в 1906 році. Відповідно до Конституції штату Пенсільванія, Генеральна асамблея має збиратися в місті Гаррісберг, і може зібратися в іншому місці лише за згоди обох палат.

## Історія
В середині 19-го сторіччя невдоволеність громадян Пенсільванії надзвичайно високим рівнем корупції в Генеральній асамблеї призвела до затвердження громадянами в 1864 році конституційної поправки, яка заборонила Генеральній асамблеї писати статути, які стосуються більше ніж однієї теми. На жаль, ця поправка (яка зараз находиться в розділі 3 статті III) була так неякісно написана, що це позбавило законодавчий орган можливості кодифікувати статути штату, поки в 1967 році не була ухвалена ще одна поправка, яка внесла необхідне виключення до правила. Через це сьогодні Пенсільванія є єдиним штатом США, який ще не здійснив повної кодифікації своїх законів. Наразі в Пенсільванії відбувається перший процес офіційної кодифікації.

## Галерея

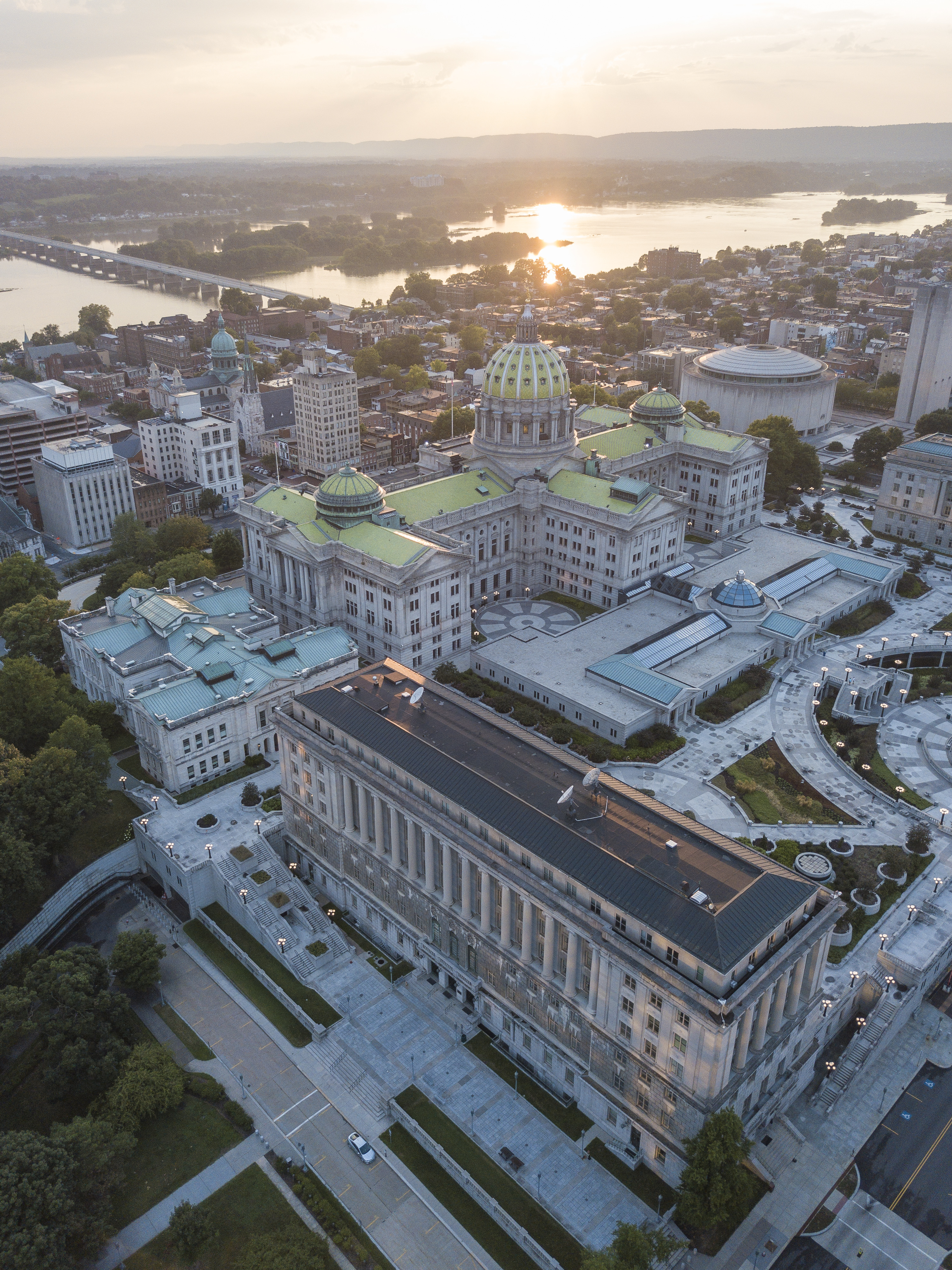
Комплекс будівель Капітолія
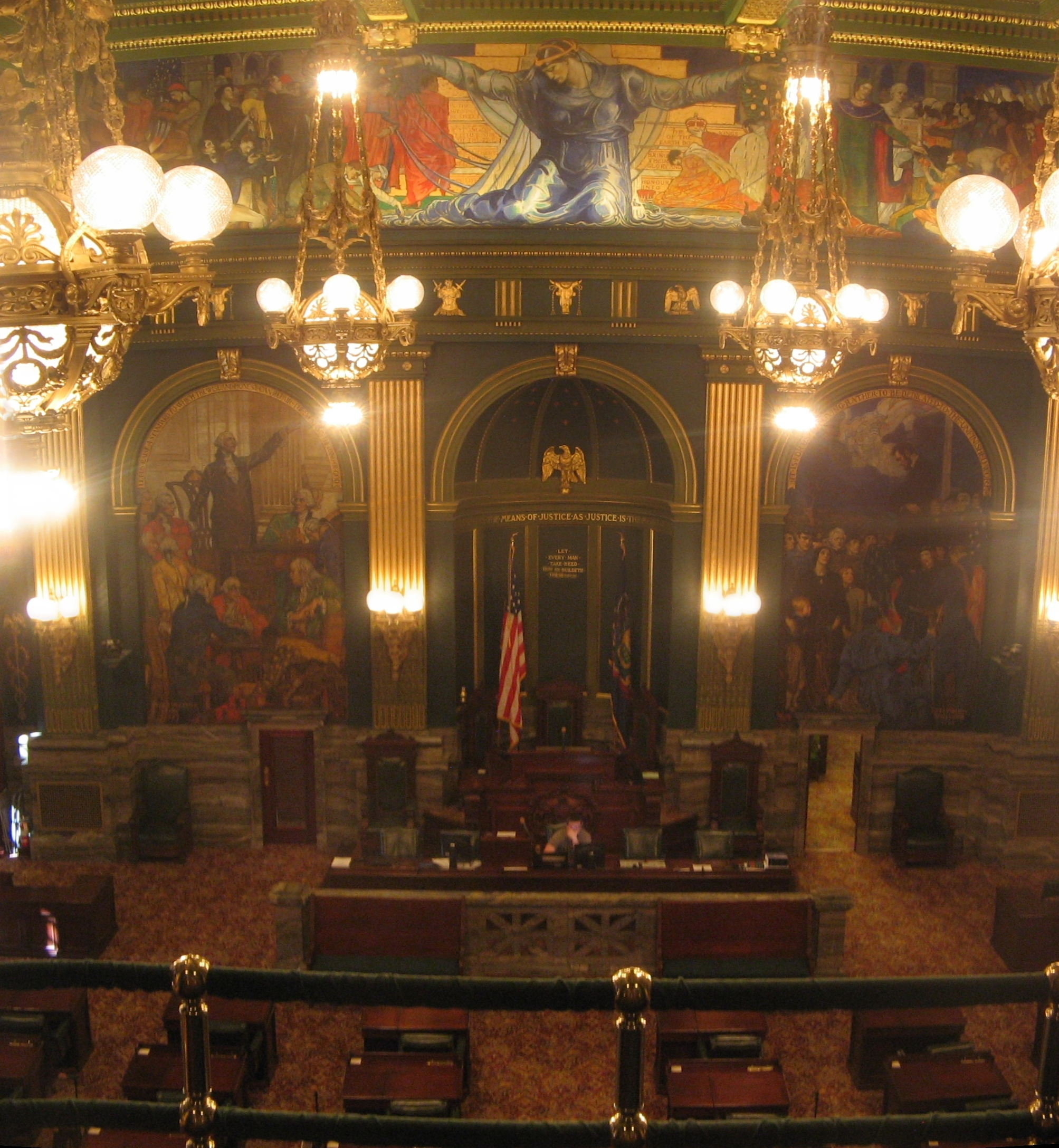
Зала засідань Сенату
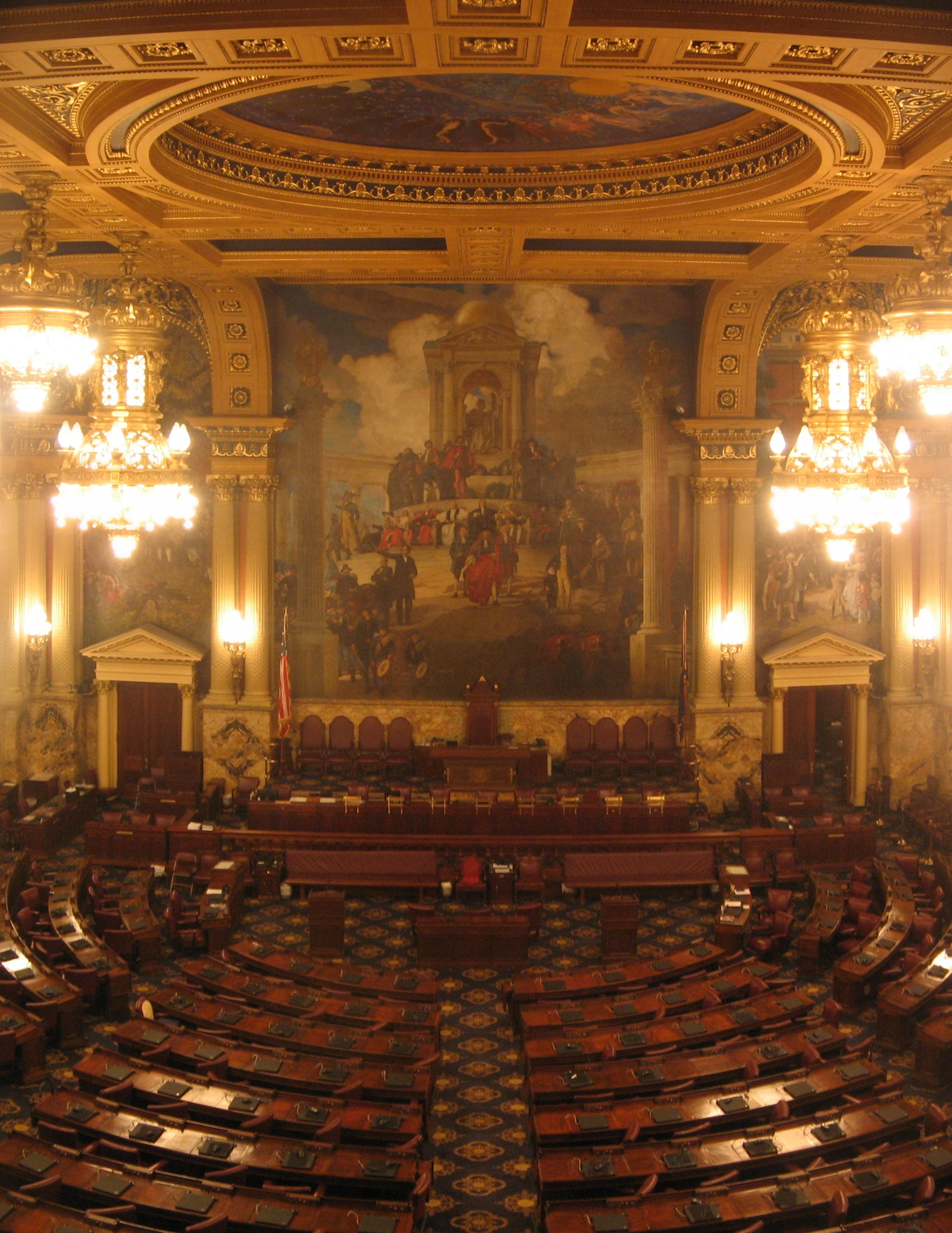
Зала засідань Палати представників
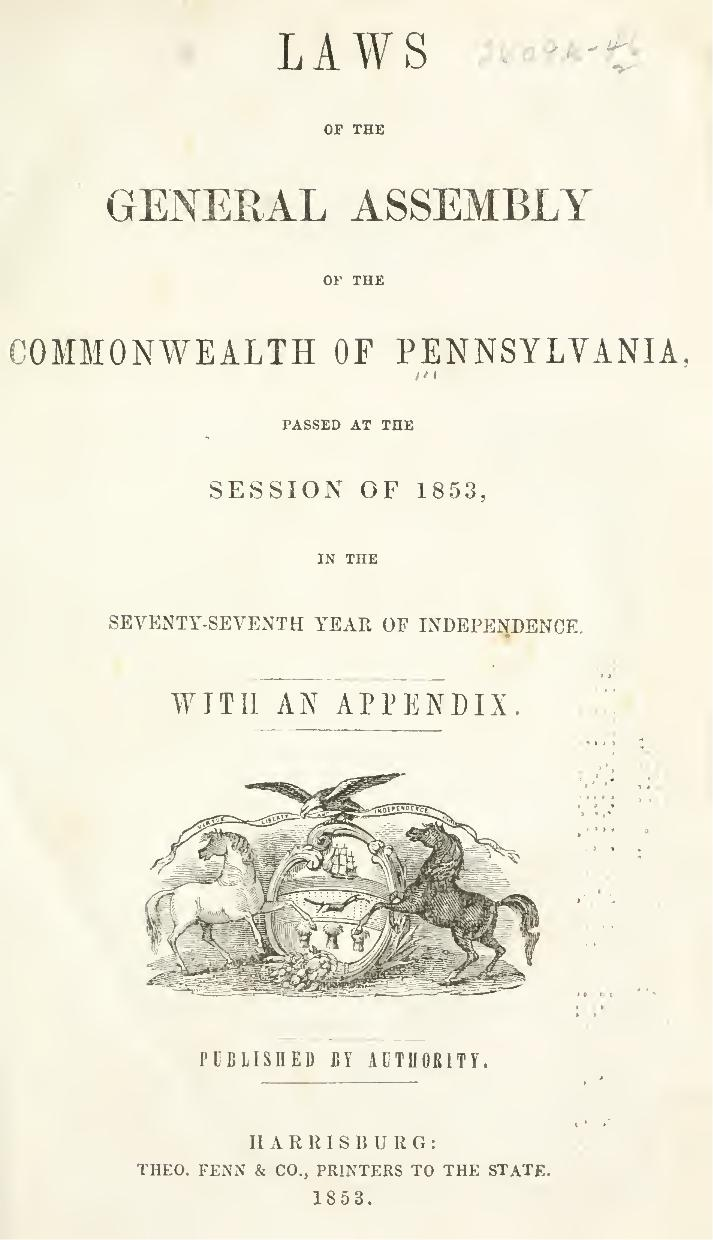
Титульний лист збірника законів штату Пенсільванія 1853 року
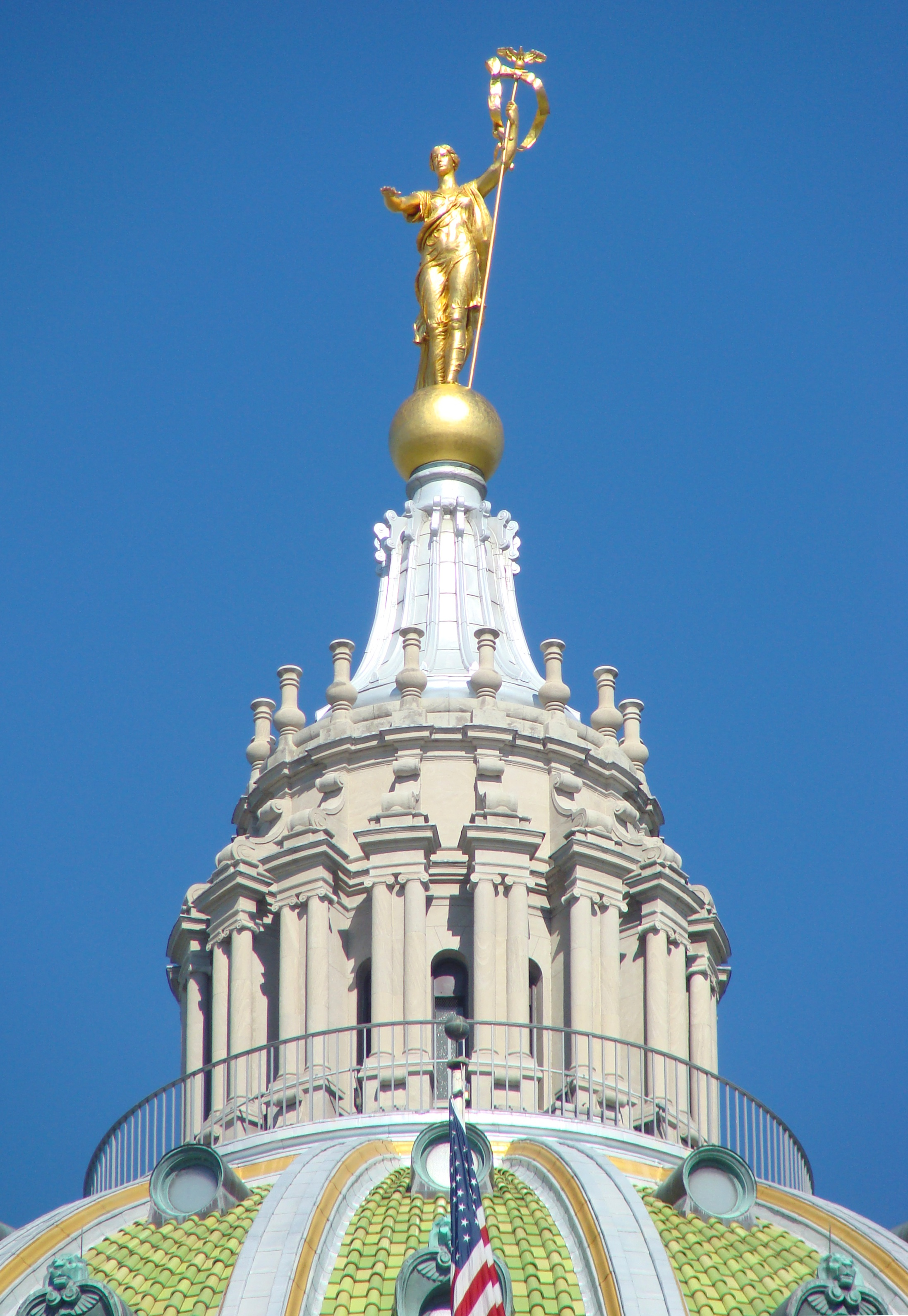
Статуя національної персоніфікації Пенсільванії — «Міс Пенн»
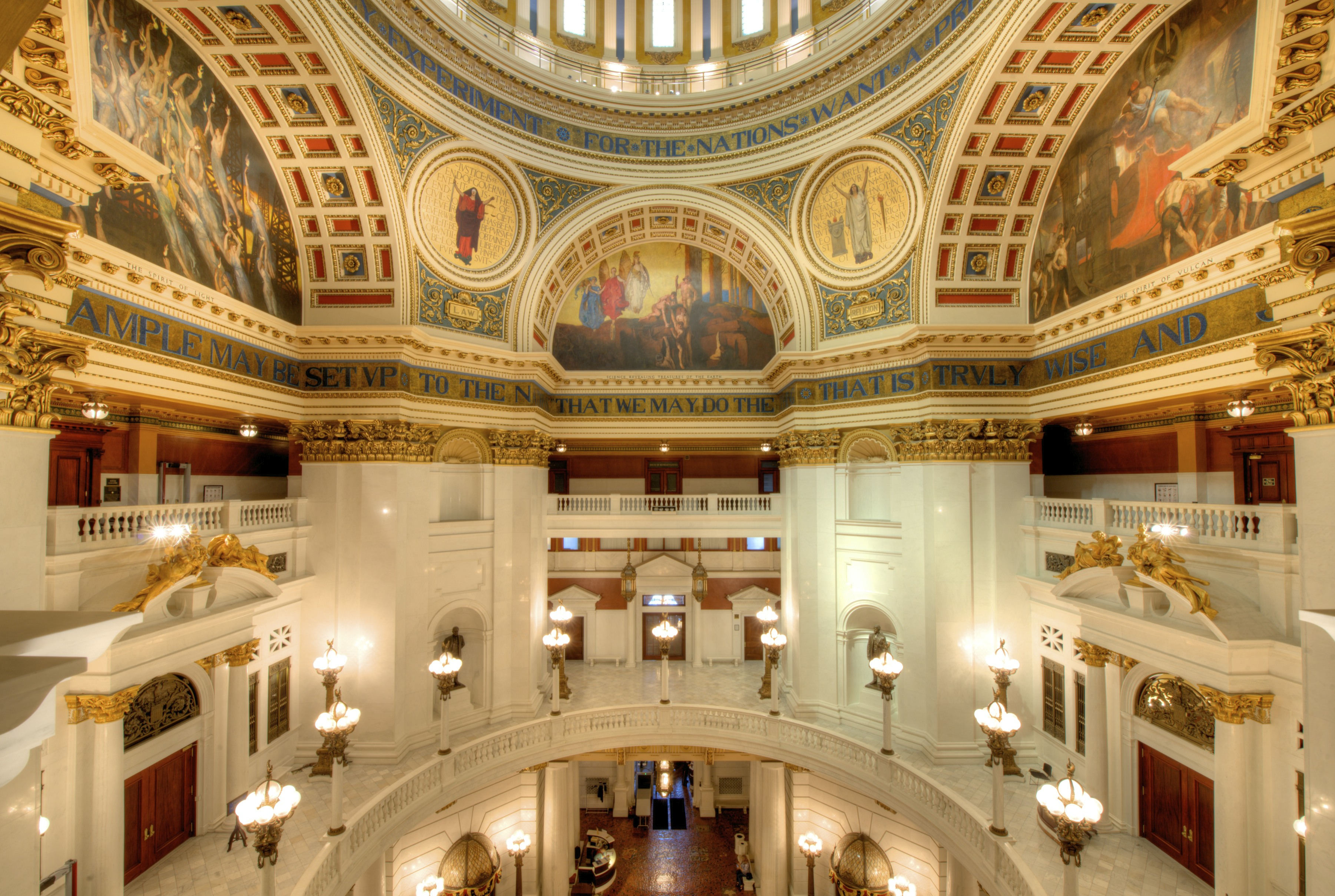
Головна зала будівлі Капітолія
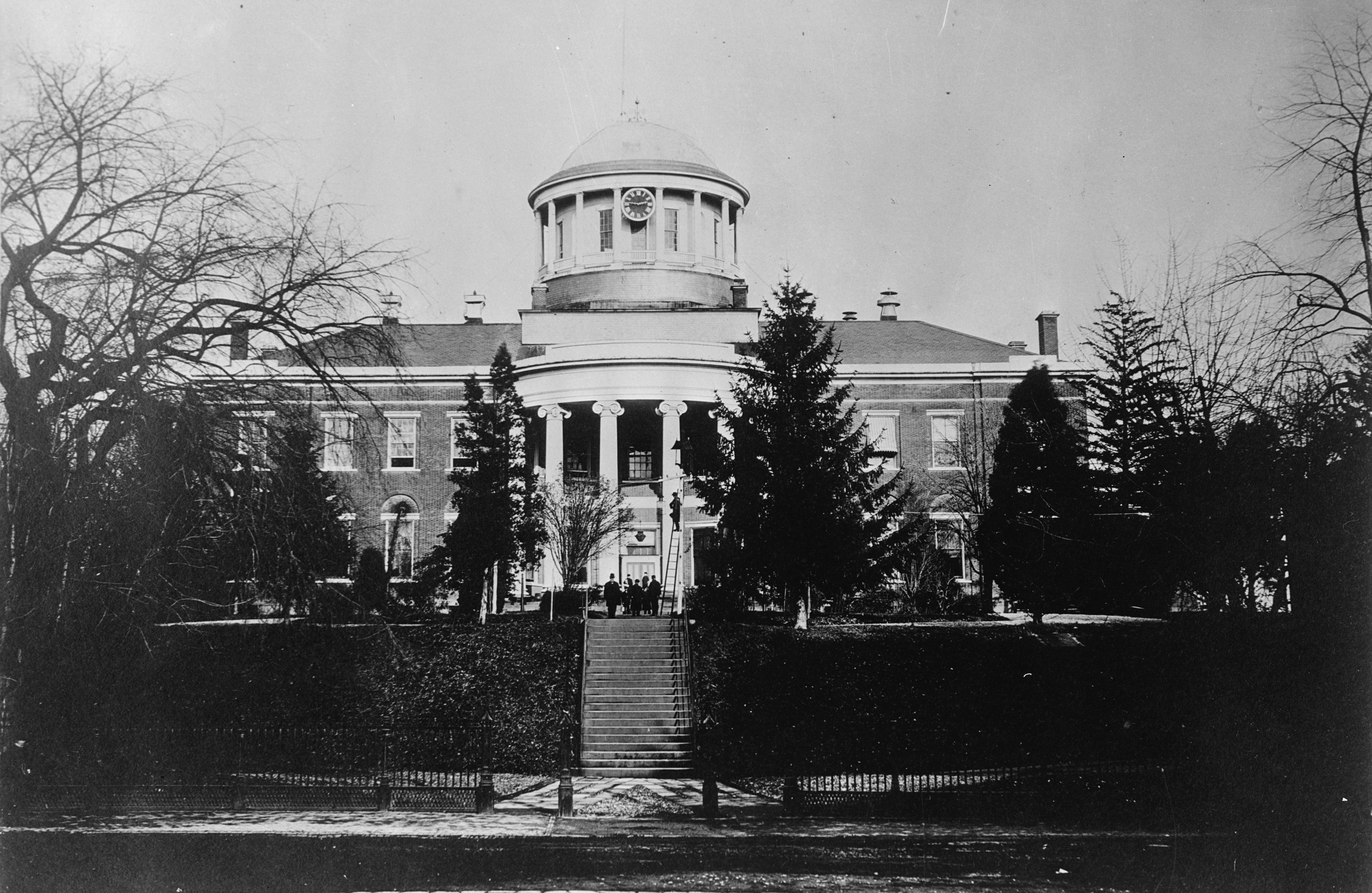
Будівля Капітолія в 1822-1897 роках